# Sand (filme de 2000)
Sand é um filme de 2000, dos gêneros thriller e Drama. Escrito e dirigido por Matt Palmieri, e estrelado por Michael Vartan, Norman Reedus, Kari Wührer, Harry Dean Stanton, Emilio Estevez, Denis Leary, Jon Lovitz e Julie Delpy.